# Ентоні Макгіл
Ентоні Макгіл (англ. Anthony McGill; нар. 5 лютого 1991 року)  —  шотландський професійний гравець у снукер.
Ентоні Макгілл став професіоналом у 2010 році, після того як став четвертим у рейтингу PIOS 2009/2010. Переможець двох рейтингових турнірів, півфіналіст чемпіонату світу 2020 року. На липень 2021 року за кар'єру зробив майже 200 сотенних серій.

## Віхи кар'єри
2010 рік. Стає професіоналом і в дебютному сезоні перемагає Стівена Хендрі, Стівена Магвайра та Алана Макмануса.
2014 рік. Виходить у чвертьфінал чемпіонату Великої Британії, нокаутуючи Джона Гіггінса, але потім програє Ронні О’Салівану.
2015 рік. Дебютує в Крусіблі і здобуває несподівану перемогу над Стівеном Магвайром з рахунком 10-9 у першому раунді. У наступному раунді перемагає Марка Селбі 13-9, але в чвертьфіналі програє Шону Мерфі.
2016 рік. Виграє свій перший рейтинговий титул на Відкритому чемпіонаті Індії. Обігрує Стюарта Бінгема, Стівена Магвайра і Шона Мерфі на шляху до фіналу. У фіналі перемагає Кайрена Вілсона 5-2.
2017 рік. Здобуває другий рейтинговий титул, обігравши Сяо Годуна в фіналі турніру Shoot Out. Робить спробу захистити свій титул на Відкритому чемпіонаті Індії: доходить до фіналу, але програє Джону Гіггінсу. Піднімається до топ-16 в снукерному рейтингу.
2020 рік. Вперше досягає півфіналу чемпіонату світу, програвши в епічному півфіналі Кайрену Вілсону 16-17.
2021 рік. Здобуває перемогу над Ронні О’Саліваном у 13-12 в 1/8 чемпіонату світу, але програє Стюарту Бінгему в чвертьфіналі.

## Особисте життя
Макгіл крім снукеру захоплюється покером. Ентоні – фанат інді-музики та британської рок-групи The Smiths.